# Arado E.555
L'Arado E.555 fu un bombardiere tutt'ala a getto sviluppato dall'azienda aeronautica tedesca Arado Flugzeugwerke GmbH nei primi anni quaranta e rimasto allo stadio progettuale.
Progettato per poter rispondere alla richiesta della specifica Amerika Bomber non fu mai preso in considerazione dai vertici dell'apparato militare tedesco per gli eccessivi costi di sviluppo del progetto, quindi, per le priorità legate alle sempre maggiori difficoltà della Germania nelle ultime fasi della seconda guerra mondiale, definitivamente abbandonato senza che ne fosse stato mai costruito nemmeno un prototipo.

## Storia del progetto
Nel 1942, dopo che i vertici del Reichsluftfahrtministerium (RLM), il ministero che nella Germania hitleriana sovraintendeva all'intera aviazione tedesca del periodo, ebbero varato il Progetto Amerika Bomber il cui scopo era quello di dotare la Luftwaffe di un bombardiere capace di raggiungere la costa orientale degli Stati Uniti d'America, vennero proposti allo scopo alcuni nuovi modelli da parte delle maggiori aziende aeronautiche tedesche, per la maggior parte caratterizzati da impostazioni convenzionali e derivati da modelli precedenti che non riuscirono a soddisfare concretamente le aspettative: il Messerschmitt Me 264, il Focke-Wulf Fw 300, il Focke-Wulf Ta 400, lo Junkers Ju 390 e l'Heinkel He 277.
Nel frattempo lo sviluppo dei due motori a reazione nazionali, il BMW 003 e lo Junkers Jumo 004, fornivano nuove occasioni ai progettisti per dimensionare i nuovi aerei indicati dalla propaganda su suggerimento di Joseph Goebbels tra le Wunderwaffen che avrebbero dovuto sovvertire le sorti della guerra a favore di una definitiva supremazia della Germania.
In quest'ottica, dal dicembre 1943, sotto la direzione del Dr.-Ing. W. Laute l'ufficio tecnico dell'Arado Flugzeugwerke cominciò ad elaborare nei propri stabilimenti di Landeshut (ora Kamienna Góra), nella Slesia, una serie di progetti relativi ad un'impostazione tecnologicamente avanzata, l'ala volante, di cui uno fu ulteriormente approfondito a cura dai Dipl. Ing. Kosin e Lehmann ed indicato provvisoriamente "velivolo ala volante ad alta velocità e grande autonomia".
La direzione dell'RLM manifestò interesse per il progetto e dopo un incontro con i tecnici dell'Arado avvenuto nei primi mesi del 1944 venne emessa una specifica per la fornitura di un bombardiere veloce a lungo raggio capace di trasportare un carico bellico pari a 4 000 kg in bombe da caduta con un raggio d'azione di 5 000 km (2 700 nmi).
Il gruppo di lavoro ritenne tecnicamente possibile riuscire a raggiungere tali prestazioni applicando al progetto un profilo alare a flusso laminare, elaborando nel frattempo non meno di quindici varianti che affiancavano a quella da bombardamento strategico quella di caccia pesante e a pilotaggio remoto ed indicati dall'azienda da E.555-1 a E.555-15. Questi erano caratterizzati da diverse configurazioni dell'apparato propulsivo, sia nella scelta della motorizzazione, in gran parte i BMW 003 ma anche i più recenti Heinkel HeS 011 e BMW 018 che grazie al sostanziale incremento della capacità di spinta, passata dai 700-900 kgf ai 3 500 kg (34,3 kN), permettevano di ridurre la quantità di motori necessari a raggiungere le prestazioni previste.
Tuttavia il 28 dicembre 1944 i vertici della Entwicklungshauptkommission (ESK), la commissione principale di sviluppo degli armamenti aeronautici a quel tempo diretta da Kurt Tank, ordinarono di cessare ogni lavoro sul progetto senza che ne fosse stato realizzato nemmeno un prototipo, decisione comune ad altri progetti avanzati dell'epoca dovuta alla priorità di indirizzare ogni sforzo produttivo sui modelli già in linea di produzione per rimpiazzare al più presto la flotta aerea persa in combattimento durante le ultime fasi della guerra.

## Varianti
Arado E.555 I
variante esamotore da bombardamento.
Arado E.555 II
variante quadrimotore da bombardamento.
Arado E.555 III
variante bimotore da bombardamento.
Arado E.555 IV
variante trimotore da bombardamento.
Arado E.555 V

Arado E.555 VI
variante trimotore da bombardamento.
Arado E.555 VII
variante trimotore da bombardamento.
Arado E.555 VIII
variante trimotore da bombardamento.
Arado E.555 IX
variante trimotore da bombardamento.
Arado E.555 X
variante trimotore da bombardamento.
Arado E.555 XI
variante quadrimotore da bombardamento.

## Utilizzatori
Germania
- Luftwaffe (previsto)